# Leucauge popayanensis
Leucauge popayanensis är en spindelart som beskrevs av Embrik Strand 1908. Leucauge popayanensis ingår i släktet Leucauge och familjen käkspindlar.
Artens utbredningsområde är Colombia. Inga underarter finns listade i Catalogue of Life.